# Mossjön (Bondstorps socken, Småland)
Mossjön är en sjö i Vaggeryds kommun i Småland och ingår i Lagans huvudavrinningsområde. Sjön är 5,2 meter djup, har en yta på 0,482 kvadratkilometer och befinner sig 278 meter över havet. Mossjön ligger i Mossjön Natura 2000-område. Vid provfiske har abborre och gädda fångats i sjön.

## Delavrinningsområde
Mossjön ingår i det delavrinningsområde (638000-138859) som SMHI kallar för Utloppet av Mossjön. Medelhöjden är 285 meter över havet och ytan är 3,05 kvadratkilometer. Det finns inga delavrinningsområden uppströms utan avrinningsområdet är högsta punkten. Vattendraget som avvattnar avrinningsområdet har biflödesordning 3, vilket innebär att vattnet flödar genom totalt 3 vattendrag innan det når havet efter 238 kilometer. Delavrinningsområdet består mestadels av skog (43 procent) och sankmarker (40 procent). Avrinningsområdet har 0,48 kvadratkilometer vattenytor vilket ger det en sjöprocent på 15,8 procent.